# Kefermarkt
Kefermarkt – gmina targowa w Austrii, w kraju związkowym Górna Austria, w powiecie Freistadt. Liczy ok. 2,1 tys. mieszkańców.